# Горан Јевтић (Јоца)
Горан Јевтић (Калиманце, 21. јул 1967) је српски телевизијски глумац. Познат је по улози унука Јоце у ТВ серији Бабино унуче, са Радмилом Савићевић.
Горан Јевтић – Јоца (Бабино унуче) се не сме мешати са Гораном Јевтићем (Парада). ТВ серија Бабино унуче снимљена је 1976. године, а млађи Јевтић је рођен две године касније.

## Филмографија
| Год.  | Назив         | Улога |
| ----- | ------------- | ----- |
| 1976. | Бабино унуче  | Јоца  |
| 1977. | Усијане главе | Трле  |